# 소라야 아르넬라스
소라야 아르넬라스 루비알레스(Soraya Arnelas Rubiales, 1982년 9월 13일 ~ )는 스페인의 가수이다. 유로비전 송 콘테스트 2009에서 스페인 대표로 참가했다.